# Смолянское викариатство
Смо́лянское викариа́тство — титулярное викариатство Болгарской Православной Церкви, созданное 8 июля 1873 года. Происходит от города Смолян (иное название — Смолен) в Родопских горах.

## История
Первым епископом с этим титулом считался священномученик Виссарион Смолянский, но исторической личности с таким именем и титулом не существовало. Рассказы о нём более позднего происхождения.
Титулярная епархия была создана в 1873 году для викарного епископа в Доростольско-Червенскую митрополию. Первым архиереем в Стамбуле был рукоположён Нил (Изворов). С этого времени титул стал использоваться для викариев Болгарской Церкви.

## Епископы
епископы Болгарской православной церкви
- Нил (Изворов)[болг.] (8 июня 1873 — 11 апреля 1874), первый раз
- Нил (Изворов)[болг.] (4 июля 1895 — 14 марта 1905), второй раз
- Евлогий (Георгиев) (13 декабря 1931 — 18 июня 1939)
- Тихон (Казасов) (30 мая 1946 — 3 марта 1978)
- Нестор (Крыстев) (6 декабря 1980 — 14 марта 2013)
- Виссарион (Гривов) (с 21 февраля 2021)